# ويليام أوليفر روز
ويليام أوليفر روز هو سياسي كندي، ولد في 10 فبراير 1871، وتوفي في 4 مارس 1936.